# Lagourdette gentleman cambrioleur
Lagourdette gentleman cambrioleur est un film muet français réalisé par Louis Feuillade et sorti en 1916.

## Synopsis
Alors qu'elle découvre l'histoire des Vampires, Musi est littéralement fasciné par le chef de l'organisation criminelle.
Afin de séduire la jeune femme, Honoré Lagourdette décide d'entreprendre une carrière dans le crime.

## Fiche technique
- Réalisation et scénario : Louis Feuillade
- Société de production : Société des Établissements L. Gaumont
- Format : Muet  - Noir et blanc - 1,33:1 - 35 mm
- Métrage : 580 m
- Date de sortie : 
  - France : décembre 1916

## Distribution
- Marcel Lévesque : Honoré Lagourdette
- Musidora : Musi
- Paul Montel : un valet
- Georges Flateau

## Commentaires
En mettant en scène l'actrice Musidora fascinée par l'histoire criminelle des Vampires, Louis Feuillade produit une métafiction dans laquelle il parodie la réception de son film sorti un an plus tôt. Il vise plus précisément à moquer les critiques moralistes qui avaient cherché à faire censurer certaines scènes des Vampires.
Le film a été restauré en 2012 par Gaumont chez L'Immagine ritrovata de Bologne à partir du scan 4K du négatif original nitrate.